# Kepa Blanco González
Kepa Blanco González (Marbella, 13 de gener de 1984) és un exfutbolista andalús que jugava com a davanter centre.
Va ser conegut sobretot per la seva etapa amb el Sevilla FC, amb el qual va participar en 58 partits competitius i va marcar 14 gols, guanyant quatre títols importants, inclosos dos de la Lliga Europa de la UEFA. A La Liga també va representar el Getafe CF, amb el qual va jugar un total de 61 partits i 11 gols en sis temporades.

## Palmarès
Sevilla
- Copa del Rei: 2006–07
- Lliga Europa de la UEFA: 2005–06, 2006–07

Espanya sub-23
- Jocs Mediterranis: 2005[1]